# Checking Out
Checking Out es una película de comedia estrenada en 2005 dirigida por Jeff Hare y protagonizada por Peter Falk, Laura San Giacomo y David Paymer.

## Argumento
Un tipo que va a cumplir los 90 invita a sus tres hijos a la celebración de su cumpleaños con el compromiso de que cuando la celebración haya terminado él se suicidará. De este modo Morris saldrá del mundo sin un gemido, sin una queja, de un modo explosivamente dramático, que es como él desea. Su declaración de forma morbosa ayuda a sus descendientes a comprender que, incluso en la vejez, la importancia de un individuo como él nunca debe ser subestimada.

## Reparto
- Peter Falk ... Morris Applebaum
- Laura San Giacomo ... Flo Applebaum
- David Paymer ... Ted Applebaum
- Judge Reinhold ... Barry Apple - baum
- Jeffrey D. Sams ... Dr Sheldon Henning (as Jeffrey Sams)
- Shera Danese ... Rhonda Apple
- Mary Elizabeth Winstead ... Lisa Apple
- Dan Byrd ... Jason Apple
- Tony Todd ... Manuel

- Datos: Q3283172